# Intimité (film, 2001)
Pour les articles homonymes, voir Intimité (homonymie).
Pour plus de détails, voir Fiche technique et Distribution.
Intimité (Intimacy) est un film franco-britannique réalisé par Patrice Chéreau, sorti en 2001.

## Synopsis
Barman dans un pub londonien, Jay, la quarantaine, vit seul depuis qu'il a quitté son épouse, et abandonné leurs deux enfants. Une fois par semaine, le mercredi après-midi, il reçoit la visite d'une femme avec laquelle il fait l'amour passionnément et dont il ignore tout, jusqu'au prénom. À son travail, il se lie d'amitié avec Ian, un jeune homosexuel nouvellement embauché, qui devient peu à peu son confident. Le temps passe et Jay éprouve le besoin d'en savoir davantage sur sa mystérieuse partenaire. Il se met à la suivre après leurs rendez-vous et découvre qu'elle est comédienne de théâtre, mariée et mère d'un petit garçon...

## Fiche technique
- Titre : Intimité
- Titre original : Intimacy
- Réalisation : Patrice Chéreau
- Scénario : Anne-Louise Trividic et Patrice Chéreau, d'après les récits de Hanif Kureishi
- Production : Patrick Cassavetti, Jacques Hinstin et Charles Gassot
- Musique : Éric Neveux
- Photographie : Éric Gautier
- Montage : François Gédigier
- Décors : Hayden Griffin
- Costumes : Caroline de Vivaise
- Pays de production :  France,  Royaume-Uni,  Allemagne,  Espagne
- Format : couleurs - 2,35:1 - DTS / Dolby Digital - 35 mm
- Genre : drame
- Durée : 119 minutes
- Dates de sortie : 
  - États-Unis :20 janvier 2001 (Festival du film de Sundance)
  - France, Suisse : 28 mars 2001
  - Belgique : 18 avril 2001 (Belgique)
- Film interdit aux moins de 12 ans lors de sa sortie en France

## Distribution
- Mark Rylance (VF : Jean-Hugues Anglade) : Jay
- Kerry Fox (VF : Nathalie Richard) : Claire
- Susannah Harker : Susan, la femme de Jay
- Alastair Galbraith (VF : Jacques Bonnaffé) : Victor
- Philippe Calvario (VF : lui-même) : Ian
- Timothy Spall (VF : Olivier Gourmet) : Andy
- Marianne Faithfull (VF : Catherine Hiégel) : Betty
- Fraser Ayres : Dave
- Michael Fitzgerald : le propriétaire du bar
- Robert Addie : le propriétaire du bar
- Rebecca R. Palmer : Pam, la fille du squat
- Greg Sheffield : un enfant de Jay
- Vinnie Hunter : un enfant de Jay
- Joe Prospero : Luke, le fils de Claire

Source et légende : version française (VF) sur le générique de fin du film.

## Autour du film
- Le tournage s'est déroulé à Londres.

## Bande originale
- A Night In, interprété par Tindersticks
- Candidate, interprété par David Bowie
- London Calling, interprété par The Clash
- 2d Foot Stomp, interprété par Clinic
- Consolation Prizes, interprété par Iggy Pop et The Stooges
- Nobody's Fault But Mine, interprété par Dream City
- Les Trois Iris, interprété par Pierre Roussat
- Let It All Hang Out, interprété par A.D.O.R.
- Shack Up, interprété par A Certain Ratio
- Katerina Izmaylova (Largo - Interlude), Opus 114, composé par Dmitri Chostakovitch et interprété par l'Orchestre symphonique de Prague
- Hey Boy, Hey Girl, interprété par The Chemical Brothers
- Penetration, interprété par Iggy Pop et The Stooges
- Keynote Inertia, interprété par Eyeless in Gaza
- Point You, interprété par Eyeless in Gaza
- Rivers of Babylon, interprété par Boney M
- In the Ghetto, interprété par Nick Cave
- The Motel, interprété par David Bowie

## Distinctions

### Récompenses
- Berlinale 2001 :
  - Ours d'or du meilleur film
  - Prix du meilleur film européen (Ange Bleu - Blaue Engel)
  - Ours d'argent de la meilleure actrice pour Kerry Fox
- Prix Louis-Delluc 2001

### Nominations
- Prix du cinéma européen 2001 :
  - Meilleur film
  - Meilleur directeur de la photographie pour Eric Gautier
- César 2002 : César du meilleur réalisateur